# Dogman (film, 2025)
Dogman (v anglickém originále Dog Man) je americký animovaný film z roku 2025, který vznikl na motivy série dětských grafických románů Dava Pilkeyho Dog Man. Snímek produkovaly společnosti DreamWorks Animation a Scholastic Entertainment, distributorem byla společnost Universal Pictures. Jedná se o spin-off a příběh v příběhu snímku Kapitán Bombarďák ve filmu a druhý film z franšízy Kapitán Bombarďák. Film napsal a režíroval Peter Hastings, hlavní postavy namluvili Pete Davidson, Lil Rel Howery, Isla Fisher, Lucas Hopkins Calderon (svém filmovém debutu) a Ricky Gervais, přičemž Hastings se postaral o hlasové efekty titulní postavy. Film volně adaptuje první, třetí a sedmou knihu Dog Man.
Společnost DreamWorks Animation oznámila filmovou adaptaci Dog Mana v prosinci 2020, přičemž Hastings byl najat jako režisér díky své práci na animovaném seriálu Epické příběhy kapitána Prdelky (2018-2020). Karen Fosterová se připojila jako producentka v lednu 2024 a obsazení bylo oznámeno v září téhož roku.
Film měl premiéru na Festivalu de l'Alpe d'Huez ve francouzském Alpe-d'Huez 15. ledna 2025 a do kin byl ve Spojených státech uveden 31. ledna 2025. Film získal pozitivní recenze kritiků a celosvětově utržil 132,4 milionu dolarů, čímž se stal šestým komerčně nejúspěšnějším filmem roku 2025.

## Děj
Zlý oranžový kocour Petey terorizuje město Ohkay, například pokusem odpálit opuštěný sklad. Policista Knight a jeho pes Greg se snaží bombu zneškodnit, ale dojde k výbuchu – Knight přijde o hlavu a Greg o tělo. Dvě chirurgyně je spojí dohromady v hybrid jménem Dogman. Ten se stane hrdinou města díky častému zatýkání Peteyho, ale je osamělý po ztrátě lidského života a opuštění své přítelkyně Alice.
Petey si chce vytvořit asistenta a klonuje sám sebe, ale výsledek – Li’l Petey – je hodný a neškodný. Petey ho opustí, ale Dogman ho najde a adoptuje. Mezitím Petey plánuje oživit zlého rybího padoucha Flippyho pomocí oživovacího spreje, ale Li’l Petey mu neúmyslně překazí plány. Petey nakonec pocítí vinu, když najde obrázkovou knížku, kterou Li’l Petey vytvořil, a která je zobrazuje jako šťastnou rodinu.
Li’l Petey se snaží Peteyho potěšit tím, že přivede jeho otce – dědu (Grampa) – ale ten je stále zlý a Peteyho shazuje. Mezitím Flippy ožije a díky spreji přivede k životu i celou továrnu. Petey se spojí s Dogmanem, aby ho zastavili. Když Flippy zjistí, že Petey se změnil, vzdá se zla. Dogman obětuje svůj poslední lidský předmět – tenisák – aby zachránil Peteyho.
Petey je omilostněn, ale stále se nechce považovat za hrdinu. Když zjistí, že Grampa vše ukradl, kromě knih Li’l Peteyho, dohodne se s Dogmanem na střídavé péči o svého syna. Dogman dostane nový míček a Petey odchází s novým pohledem na život.